# زيبو (نظام)
جهاز زيبو (بالبرتغالية:Zeebo) ، هو جهاز ألعاب كمبيوتر برازيلي وينتمي للجيل السابع، بدأ تفعيل النظام في مدينة ريو دي جانيرو البرازيلية عام 2009م، ويستخدم في الغالب لأغراض ترفيهية.

شعار زيبو

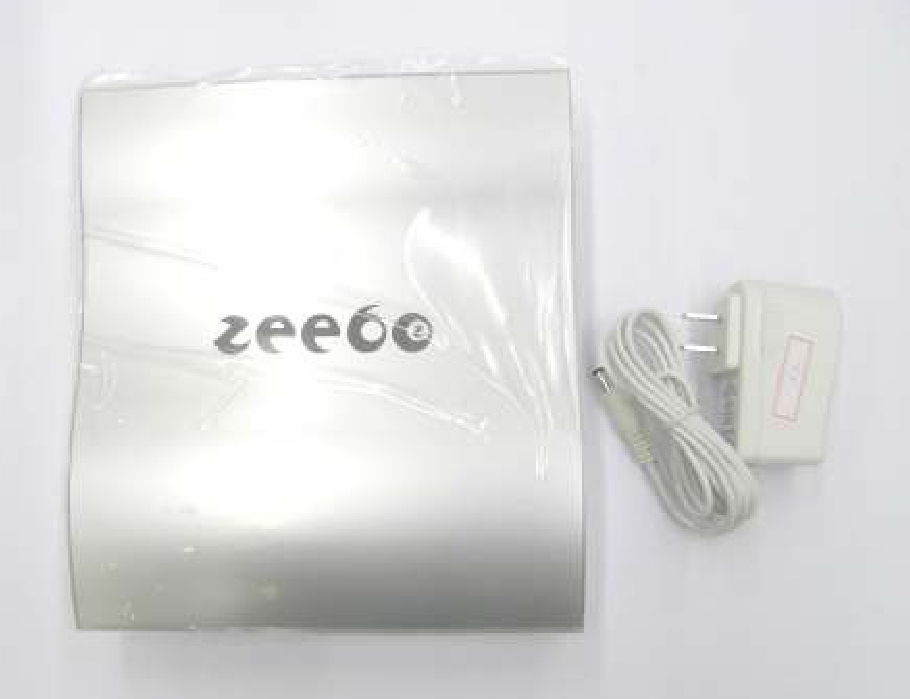
الكونسول مع المحول.

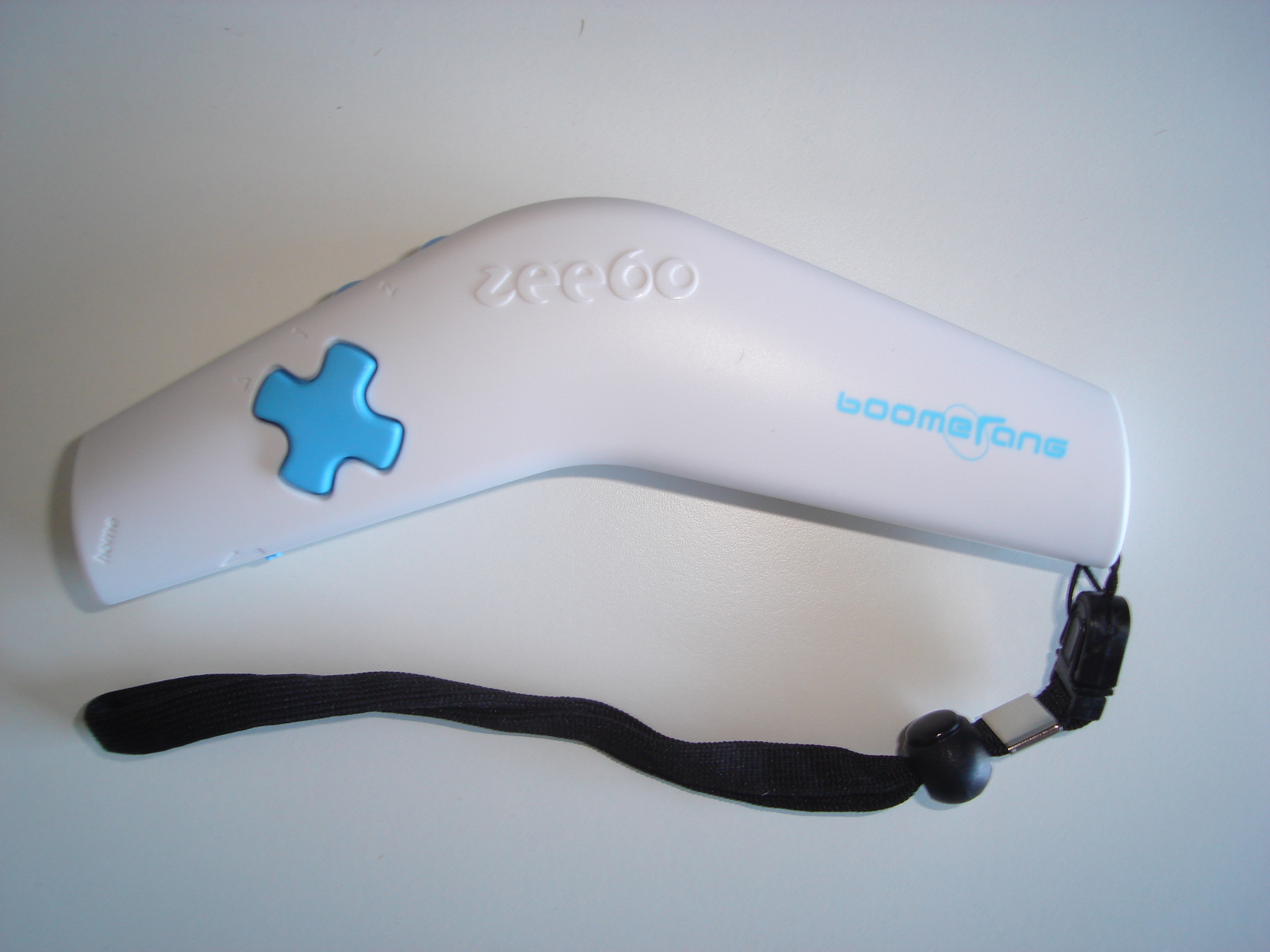
يد تحكم جهاز زيبو.

## وصلات خارجية
- Official Corporate Website (International)